# Oreopsyche graminella
Oreopsyche graminella är en fjärilsart som beskrevs av C. F. Vieweg 1789. Oreopsyche graminella ingår i släktet Oreopsyche och familjen säckspinnare. Inga underarter finns listade i Catalogue of Life.